# Rossberg (Centraal-Zwitserse Vooralpen)
De Rossberg is een berg in de kantons Zug en Schwyz. De berg heeft drie toppen waarvan de middelste, de Wildspitz, met 1.567 meter het hoogste punt is. Dit is tevens het hoogste punt van het gehele kanton Zug. In het westen ligt de kale top genaamd Gnipen met 1.567 meter en in het oosten de beboste Chaiserstock met 1.426 meter.

## Aardverschuivingen
In het verleden hebben zich diverse aardverschuivingen voorgedaan. De bekendste daarvan was de aardverschuiving van Goldau in 1806 waarbij de onderste helft van Gnipen afbrak en 40 ton conglomeraat ongeveer 1000 meter naar beneden stortte. Hierbij kwamen 457 mensen om het leven en werden meer dan 220 huizen, 100 stallen en schuren alsmede 2 kerken verwoest. De dorpen Goldau en Röthen waren verdwenen en het meer van Lauerz werd één zevende kleiner. Ooggetuigen meldden dat er golven van 20 meter hoog veroorzaakt werden.

## Weblinks
- Goldauer Bergstutz van 1806 in het Duits